# Melanocryptus cyaneus
Melanocryptus cyaneus är en stekelart som först beskrevs av Otto Schmiedeknecht 1908.  Melanocryptus cyaneus ingår i släktet Melanocryptus och familjen brokparasitsteklar. Inga underarter finns listade i Catalogue of Life.